# Brandon Comley
Brandon Comley (Londra, 18 novembre 1995) è un calciatore montserratiano con cittadinanza britannica, centrocampista del Walsall e della nazionale montserratiana.

## Carriera

### Club
Nella stagione 2014-2015 ha giocato una partita nella prima divisione inglese con il QPR; successivamente nella seconda metà della stagione 2015-2016 ha giocato in prestito in quarta divisione al Carlisle Utd, mentre nella stagione 2016-2017 ha giocato una partita in seconda divisione nuovamente con il QPR per poi passare di nuovo in prestito in quarta divisione, questa volta al Grimsby Town. Successivamente ha giocato in quarta divisione anche con le maglie di Colchester Utd, Bolton e Walsall e per una stagione in terza divisione con il Bolton.

### Nazionale
Nel 2018 ha esordito in nazionale.